# یلانتوب
یلانتوب (انگلیسی: Yelantub) یک شهرک در شهرستان دووانسکی در استان باشقیرستان کشور روسیه است.